# Liste der Kunstwerke der ersten Gruppenausstellung der Impressionisten 1874
Die Liste der Kunstwerke der ersten Gruppenausstellung der Impressionisten 1874 führte alle Arbeiten auf, die in der Werkschau der Société anonyme des artistes peintres, sculpteurs et graveurs etc. vom 15. April bis 15. Mai 1874 im Atelier des Fotografen Nadar am Boulevard des Capucines Nr. 35 in Paris gezeigt wurden. Hierzu gehören Gemälden, Pastelle, Emailmalerei, Aquarelle, Zeichnungen, Lithografien, Radierungen und Skulpturen. Der Katalog zur Ausstellung listet insgesamt 162 Positionsnummer von 30 Künstlern. Die Anzahl der ausgestellten Werke lag jedoch höher, da an einigen Stellen im Katalog mehrere Werke unter einer Positions-Nr. zusammengefasst wurden. Zudem sind Nummern teilweise doppelt vergeben worden, während die Nr. 71–73 im Katalog nicht vergeben wurden. Weiterhin fehlt ein in der Ausstellung gezeigtes Werk im Katalog. Die Kunstwerke lassen sich im Nachhinein nur in Einzelfällen genau bestimmen, da die angegebenen Titel nicht immer eindeutig sind. Die Liste führt – soweit bekannt – zudem den heutigen Besitzer der Werke auf.

## Liste der ausgestellten Kunstwerke
| Nr.      | Abbildung | Künstler                  | Katalogtitel | Technik     | heutiger Besitzer                            |
| -------- | --------- | ------------------------- | --- | ----------- | -------------------------------------------- |
| 1        |           | Zacharie Astruc           | Le Bouquet à la Pénitente | Aquarell    |                                              |
| 2        |           | Zacharie Astruc           | La Leçon du vieux Torero | Aquarell    |                                              |
| 3        |           | Zacharie Astruc           | Dames flamandes à leur fenêtre | Aquarell    |                                              |
| 3        |           | Zacharie Astruc           | Scènes de Somnambulisme | Aquarell    | Fonds Musée de l’Opéra, Vichy                |
| 3        |           | Zacharie Astruc           | Enfants flamands dans une serre | Aquarell    |                                              |
| 3        |           | Zacharie Astruc           | Poupées japonaises | Aquarell    |                                              |
| 3        |           | Zacharie Astruc           | Les Présents chinois (Londres) | Aquarell    | Privatsammlung                               |
| 3        |           | Zacharie Astruc           | Intérieur parisien | Aquarell    | Musée d’Évreux                               |
| 4        |           | Zacharie Astruc           | Estaminet dans les Flandres | Aquarell    |                                              |
| 4        |           | Zacharie Astruc           | Jardins de Schaerbeek | Aquarell    |                                              |
| 4        |           | Zacharie Astruc           | Intérieur d’estaminet | Aquarell    |                                              |
| 4        |           | Zacharie Astruc           | Étang de Saint-Josse-ten-Noode (Flandres) | Aquarell    |                                              |
| 5        |           | Zacharie Astruc           | Les Poupées blanches (Japon) | Gemälde     |                                              |
| 6        |           | Zacharie Astruc           | Le Ménage mal assorti | Gemälde     |                                              |
| 7        |           | Antoine Ferdinand Attendu | Nature morte | Gemälde     |                                              |
| 8        |           | Antoine Ferdinand Attendu | Un fin Connaisseur | Gemälde     |                                              |
| 9        |           | Antoine Ferdinand Attendu | Quelques réflexions (au XIIIe arrondissement) | Gemälde     |                                              |
| 10       |           | Antoine Ferdinand Attendu | Nature morte : Musique | Aquarell    |                                              |
| 11       |           | Antoine Ferdinand Attendu | Nature morte: Cuisine | Gemälde     |                                              |
| 12       |           | Antoine Ferdinand Attendu | Nature morte: Cuisine | Aquarell    |                                              |
| 13       |           | Édouard Béliard           | Le Fort de la Halle | Gemälde     |                                              |
| 14       |           | Édouard Béliard           | Saules | Gemälde     |                                              |
| 15       |           | Édouard Béliard           | Rue de l’Hermitage, à Pontoise | Gemälde     |                                              |
| 16       |           | Édouard Béliard           | Vallée d’Auvers | Gemälde     |                                              |
| 17       |           | Eugène Boudin             | Le Toulinguet, côte de Camaret (Finistère) | Gemälde     |                                              |
| 18       |           | Eugène Boudin             | Rivage de Portrieux (Côtes-du-Nord) | Gemälde     |                                              |
| 19       |           | Eugène Boudin             | Rivage de Portrieux (Côtes-du-Nord) | Gemälde     |                                              |
| 20       |           | Eugène Boudin             | Étude de ciel | Pastell     |                                              |
| 20       |           | Eugène Boudin             | Étude de ciel | Pastell     |                                              |
| 20       |           | Eugène Boudin             | Étude de ciel | Pastell     |                                              |
| 20       |           | Eugène Boudin             | Étude de ciel | Pastell     |                                              |
| 21       |           | Eugène Boudin             | Étude | Pastell     |                                              |
| 21       |           | Eugène Boudin             | Étude | Pastell     |                                              |
| 22       |           | Eugène Boudin             | Plage de Trouville | Aquarell    |                                              |
| 22       |           | Eugène Boudin             | Plage de Trouville | Aquarell    |                                              |
| 22       |           | Eugène Boudin             | Plage de Trouville | Aquarell    |                                              |
| 22       |           | Eugène Boudin             | Plage de Trouville | Aquarell    |                                              |
| 23       |           | Félix Bracquemond         | Portrait | Zeichnung   |                                              |
| 24       |           | Félix Bracquemond         | Portrait de M. Robert | Radierung   |                                              |
| 24       |           | Félix Bracquemond         | Portrait de M. Meyer Heine | Radierung   |                                              |
| 24       |           | Félix Bracquemond         | Portrait de M. Hoschedé | Radierung   |                                              |
| 24       |           | Félix Bracquemond         | Portrait de M. Edwards | Radierung   |                                              |
| 24       |           | Félix Bracquemond         | Portrait de M. Aug. Comte | Radierung   |                                              |
| 24       |           | Félix Bracquemond         | Portrait de M. Ch. Kean | Radierung   |                                              |
| 24       |           | Félix Bracquemond         | Portrait de M. A. Legros | Radierung   |                                              |
| 24       |           | Félix Bracquemond         | Portrait de M. Meryon | Radierung   |                                              |
| 24       |           | Félix Bracquemond         | Portrait de M. Th. Gautier | Radierung   |                                              |
| 24       |           | Félix Bracquemond         | Portrait de M. Th. Gautier (le Tombeau) | Radierung   |                                              |
| 24       |           | Félix Bracquemond         | Portrait de M. Baudelaire | Radierung   |                                              |
| 24       |           | Félix Bracquemond         | Portrait de Madame Granger (D’après Ingres) | Radierung   |                                              |
| 25       |           | Félix Bracquemond         | La Locomotive (D’après Turner) | Radierung   |                                              |
| 25       |           | Félix Bracquemond         | Le Lièvre (D’après A. de Balleroy) | Radierung   |                                              |
| 25       |           | Félix Bracquemond         | Le Divan(D’après Manet) | Radierung   |                                              |
| 25       |           | Félix Bracquemond         | Le Tournoi (D’après Rubens) | Radierung   |                                              |
| 25       |           | Félix Bracquemond         | La Source (D’après Ingres) | Radierung   |                                              |
| 25       |           | Félix Bracquemond         | La Servante (D’après Leys) | Radierung   |                                              |
| 26       |           | Félix Bracquemond         | Les Saules | Radierung   |                                              |
| 26       |           | Félix Bracquemond         | Les Arbres de la manufacture à Sèvres | Radierung   |                                              |
| 26       |           | Félix Bracquemond         | Les Charmes | Radierung   |                                              |
| 26       |           | Félix Bracquemond         | Les Bouleaux | Radierung   |                                              |
| 26       |           | Félix Bracquemond         | La Montée de Bellevue | Radierung   |                                              |
| 26       |           | Félix Bracquemond         | Le Mur | Radierung   |                                              |
| 26       |           | Félix Bracquemond         | Les Bachots | Radierung   |                                              |
| 27       |           | Félix Bracquemond         | Le Chemin du Parc | Radierung   |                                              |
| 27       |           | Félix Bracquemond         | Frontispice pour les Fleurs du Mal | Radierung   |                                              |
| 27       |           | Félix Bracquemond         | Margot la critique | Radierung   |                                              |
| 27       |           | Félix Bracquemond         | Bois de Boulogne | Radierung   |                                              |
| 27       |           | Félix Bracquemond         | La Mort de Matamore (Capitaine Fracasse) | Radierung   |                                              |
| 28       |           | Félix Bracquemond         | Portrait d’Érasme (d’après Holbein), erster Zustand                                                                                              | Radierung   |                                              |
| 28       |           | Félix Bracquemond         | Portrait d’Érasme (d’après Holbein), finaler Zustand                                                                                             | Radierung   |                                              |
| 29       |           | Édouard Brandon           | Première Lecture de la Loi | Gemälde     | Philadelphia Museum of Art, Pennsylvania     |
| 30       |           | Édouard Brandon           | Portrait de M. A. Z. | Zeichnung   |                                              |
| 31       |           | Édouard Brandon           | Ohne Titel (mehrere Arbeiten) | Aquarelle   |                                              |
| 32       |           | Édouard Brandon           | Exposition du corps de Sainte-Brigitte à Rome, en 1392                                                                                           | Kohlestift  |                                              |
| 32 bis.  |           | Édouard Brandon           | Le Maître d’école | Gemälde     |                                              |
| 33       |           | Pierre-Isidore Bureau     | Le Clocher de Jouy-le-Comte | Gemälde     |                                              |
| 34       |           | Pierre-Isidore Bureau     | Près de l’étang de Jouy-le-Comte | Gemälde     |                                              |
| 35       |           | Pierre-Isidore Bureau     | Bords de l’Oise (Isle-Adam), Clair-de-Lune | Gemälde     |                                              |
| 35 bis.  |           | Pierre-Isidore Bureau     | Clair-de-Lune | Gemälde     |                                              |
| 36       |           | Adolphe-Félix Cals        | Portrait de Mme. Ed. G. | Gemälde     |                                              |
| 37       |           | Adolphe-Félix Cals        | Le bon père Pêcheur à Honfleur | Gemälde     |                                              |
| 38       |           | Adolphe-Félix Cals        | Vieux Pêcheur | Gemälde     |                                              |
| 39       |           | Adolphe-Félix Cals        | Paysage | Gemälde     |                                              |
| 40       |           | Adolphe-Félix Cals        | Bonne Femme tricotant | Gemälde     |                                              |
| 41       |           | Adolphe-Félix Cals        | Fileuse | Gemälde     |                                              |
| 42       |           | Paul Cézanne              | La Maison du Pendu, Auvers-sur-Oise | Gemälde     | Musée d’Orsay, Paris                         |
| 43       |           | Paul Cézanne              | Une moderne Olympia | Gemälde     | Musée d’Orsay, Paris                         |
| 44       |           | Paul Cézanne              | Étude: Paysage à Auvers | Gemälde     | National Gallery of Art, Washington, D.C.    |
| 45       |           | Gustave Colin             | Haurra Mania | Gemälde     |                                              |
| 46       |           | Gustave Colin             | La Maison du Charpentier | Gemälde     |                                              |
| 47       |           | Gustave Colin             | L’Étang aux poules d’eau | Gemälde     |                                              |
| 48       |           | Gustave Colin             | Marchandises de poissons de Fontarabie (Espagne)                                                                                                 | Gemälde     |                                              |
| 49       |           | Gustave Colin             | Entrée du port de Pasages (Espagne) | Gemälde     |                                              |
| 50       |           | Louis Debras              | Un Paysan (Étude) | Gemälde     |                                              |
| 51       |           | Louis Debras              | Une Nature morte | Gemälde     |                                              |
| 52       |           | Louis Debras              | San Juan de la Rapita (Espagne) | Zeichnung   |                                              |
| 53       |           | Louis Debras              | Rembrandt dans son atelier | Gemälde     |                                              |
| 54       |           | Edgar Degas               | Examen de danse au théâtre | Gemälde     |                                              |
| 55       |           | Edgar Degas               | Classe de danse | Gemälde     | Metropolitan Museum of Art, New York         |
| 56       |           | Edgar Degas               | Intérieur de Coulisse | Gemälde     | später von Degas zerstört                    |
| 57       |           | Edgar Degas               | Blanchisseuse | Gemälde     |                                              |
| 58       |           | Edgar Degas               | Départ de course (Étude) | Zeichnung   |                                              |
| 59       |           | Edgar Degas               | Faux Départ | Zeichnung   |                                              |
| 60       |           | Edgar Degas               | Répétition d'un ballet sur la scène | Gemälde     | Musée d’Orsay, Paris                         |
| 61       |           | Edgar Degas               | Une Blanchisseuse | Pastell     |                                              |
| 62       |           | Edgar Degas               | Après le bain (Étude) | Zeichnung   |                                              |
| 63       |           | Edgar Degas               | Aux Courses en province | Gemälde     | Museum of Fine Arts, Boston                  |
| 64       |           | Armand Guillaumin         | Le Soir (Paysage) | Gemälde     |                                              |
| 65       |           | Armand Guillaumin         | Temps pluvieux (Paysage) | Gemälde     |                                              |
| 66       |           | Armand Guillaumin         | Soleil couchant à Ivry | Gemälde     | Musée d’Orsay, Paris                         |
| 67       |           | Louis Latouche            | Clocher de Berck (Pas-de-Calais) | Gemälde     |                                              |
| 68       |           | Louis Latouche            | Vue des Quais (Paris) | Gemälde     |                                              |
| 69       |           | Louis Latouche            | La Plage, marée basse à Berck (Pas-de-Calais) | Gemälde     |                                              |
| 70       |           | Louis Latouche            | Sous bois | Gemälde     |                                              |
| 74       |           | Ludovic-Napoléon Lepic    | L'Arrivée de la marée à Cayeux | Aquarell    |                                              |
| 75       |           | Ludovic-Napoléon Lepic    | La Pêche (Étude en pleine mer) | Aquarell    |                                              |
| 76       |           | Ludovic-Napoléon Lepic    | Golfe de Naples | Aquarell    |                                              |
| 77       |           | Ludovic-Napoléon Lepic    | Le Départ pour la pêche au hareng | Aquarell    |                                              |
| 78       |           | Ludovic-Napoléon Lepic    | L’Escalier du château d’Aix en Savoie | Radierung   |                                              |
| 79       |           | Ludovic-Napoléon Lepic    | César (Portrait de chien) | Radierung   |                                              |
| 80       |           | Ludovic-Napoléon Lepic    | Jupiter (Portrait de chien) | Radierung   |                                              |
| 81       |           | Stanislas Lépine          | Le canal Saint-Denis | Gemälde     |                                              |
| 82       |           | Stanislas Lépine          | La rue Cortot | Gemälde     |                                              |
| 83       |           | Stanislas Lépine          | Bords de la Seine | Gemälde     |                                              |
| 84       |           | Léopold Levert            | Bords de l’Essonne | Gemälde     |                                              |
| 85       |           | Léopold Levert            | Le Moulin de Touviaux | Gemälde     |                                              |
| 86       |           | Léopold Levert            | Près d’Auvers | Gemälde     |                                              |
| 87       |           | Alfred Meyer              | Éstienne Marcel, prévôt des marchands | Emailarbeit |                                              |
| 88       |           | Alfred Meyer              | Dona Maria Pacheco, épouse de Don Juan de Padilla, chef de l’insurrection, qui avait pris le nom de Sainte Ligue des communes sous Charles-Quint | Emailarbeit |                                              |
| 89       |           | Alfred Meyer              | Le Firmament (D’après Émile Lévy) | Emailarbeit |                                              |
| 90       |           | Alfred Meyer              | Figure d’après Raphaël | Emailarbeit |                                              |
| 91       |           | Alfred Meyer              | Figure d’après Raphaël | Emailarbeit |                                              |
| 91 bis.  |           | Alfred Meyer              | Idylle | Zeichnung   |                                              |
| 92       |           | Auguste de Molins         | The Comming Storm | Gemälde     |                                              |
| 93       |           | Auguste de Molins         | Rendez-Vous de chasse | Gemälde     |                                              |
| 94       |           | Auguste de Molins         | Relai de chiens | Gemälde     |                                              |
| 94 bis.  |           | Auguste de Molins         | Rendez-Vous de chasse | Gemälde     |                                              |
| 95       |           | Claude Monet              | Coquelicots | Gemälde     | Musée d’Orsay, Paris                         |
| 96       |           | Claude Monet              | Le Havre: Bateaux de pêche sortant du port | Gemälde     | Privatsammlung                               |
| 97       |           | Claude Monet              | Le Boulevard des Capucines | Gemälde     | Puschkin-Museum, Moskau                      |
| 98       |           | Claude Monet              | Impression, soleil levant | Gemälde     | Musée Marmottan Monet, Paris                 |
| 99       |           | Claude Monet              | Deux croquis | Pastell     |                                              |
| 100      |           | Claude Monet              | Deux croquis | Pastell     |                                              |
| 101      |           | Claude Monet              | Deux croquis | Pastell     |                                              |
| 102      |           | Claude Monet              | Un croquis | Pastell     |                                              |
| 103      |           | Claude Monet              | Déjeuner | Gemälde     | Städelsches Kunstinstitut, Frankfurt am Main |
| 104      |           | Berthe Morisot            | Le Berceau | Gemälde     | Musée d’Orsay, Paris                         |
| 105      |           | Berthe Morisot            | La Lecture | Gemälde     | National Gallery of Art, Washington, D.C.    |
| 106      |           | Berthe Morisot            | Cache-Cache | Gemälde     |                                              |
| 107      |           | Berthe Morisot            | Marine | Gemälde     | National Gallery of Art, Washington, D.C.    |
| 108      |           | Berthe Morisot            | Portrait de Mademoiselle M. T. | Pastell     |                                              |
| 109      |           | Berthe Morisot            | Un Village | Pastell     |                                              |
| 110      |           | Berthe Morisot            | Sur la Falaise | Aquarell    |                                              |
| 111      |           | Berthe Morisot            | Dans le bois | Aquarell    |                                              |
| 112      |           | Berthe Morisot            | ... | Aquarell    |                                              |
| 113      |           | Émilien Mulot-Durivage    | Barques à plomb | Gemälde     |                                              |
| 114      |           | Émilien Mulot-Durivage    | La Rampe | Gemälde     |                                              |
| 115      |           | Giuseppe De Nittis        | Paysage près de Blois | Gemälde     |                                              |
| 116      |           | Giuseppe De Nittis        | Lever de lune. Vésuve | Gemälde     |                                              |
| 117      |           | Giuseppe De Nittis        | Campagne du Vésuve | Gemälde     |                                              |
| 118      |           | Giuseppe De Nittis        | Études de femme | Gemälde     |                                              |
| 118 bis. |           | Giuseppe De Nittis        | Route en Italie | Gemälde     |                                              |
| 119      |           | Auguste Ottin             | Amour et Psyché (Groupe marbre) | Skulptur    |                                              |
| 120      |           | Auguste Ottin             | Acis et Galathée | Skulptur    |                                              |
| 121      |           | Auguste Ottin             | Jeune Faune | Skulptur    |                                              |
| 122      |           | Auguste Ottin             | Nymphe chasseresse (Réductions en bronze des sculpture décoratives de la fontaine Médicis, au Luxembourg)                                        | Skulptur    |                                              |
| 123      |           | Auguste Ottin             | Jeune Femme portant un vase (Terre cuite) | Skulptur    |                                              |
| 124      |           | Auguste Ottin             | Jeune Femme portant un vase (Terre cuite) | Skulptur    |                                              |
| 125      |           | Auguste Ottin             | Buste (Terre cuite) | Skulptur    |                                              |
| 126      |           | Auguste Ottin             | Buste de Ingres (Réduction en plâtre) | Skulptur    |                                              |
| 127      |           | Auguste Ottin             | Le Dernier Mousse du Vengeur (Plâtre) | Skulptur    |                                              |
| 128      |           | Auguste Ottin             | Buste de M. B*** (Terre cuite) | Skulptur    |                                              |
| 129      |           | Léon-Auguste Ottin        | Après la messe à la campagne | Gemälde     |                                              |
| 130      |           | Léon-Auguste Ottin        | Au Château (Sannois) | Gemälde     |                                              |
| 131      |           | Léon-Auguste Ottin        | La Butte Montmartre, versant sud | Gemälde     |                                              |
| 132      |           | Léon-Auguste Ottin        | La Fête chez Thérèse (Projet de rideau de théâtre)                                                                                               | Aquarell    |                                              |
| 133      |           | Léon-Auguste Ottin        | Une Bergerie sans moutons | Lithografie |                                              |
| 134      |           | Léon-Auguste Ottin        | At home | Gemälde     |                                              |
| 135      |           | Léon-Auguste Ottin        | Mariette (Tête d’étude) | Gemälde     |                                              |
| 136      |           | Camille Pissarro          | Le Verger | Gemälde     | Museo Thyssen-Bornemisza, Madrid             |
| 137      |           | Camille Pissarro          | Gelée blanche | Gemälde     | Musée d’Orsay, Paris                         |
| 138      |           | Camille Pissarro          | Les Châtaigniers à Osny | Gemälde     |                                              |
| 139      |           | Camille Pissarro          | Jardin de la ville de Pontoise | Gemälde     | Eremitage, Sankt Petersburg                  |
| 140      |           | Camille Pissarro          | Une Matinée du mois de juin | Gemälde     | Staatliche Kunsthalle Karlsruhe              |
| 141      |           | Pierre-Auguste Renoir     | Danseuse | Gemälde     | National Gallery of Art, Washington, D.C.    |
| 142      |           | Pierre-Auguste Renoir     | La Loge | Gemälde     | Courtauld Institute of Art, London           |
| 143      |           | Pierre-Auguste Renoir     | Parisienne | Gemälde     | National Museum Cardiff                      |
| 144      |           | Pierre-Auguste Renoir     | Moissonneurs | Gemälde     |                                              |
| 145      |           | Pierre-Auguste Renoir     | Fleurs | Gemälde     |                                              |
| 146      |           | Pierre-Auguste Renoir     | Croquis | Pastell     |                                              |
| 147      |           | Pierre-Auguste Renoir     | Tête de femme | Gemälde     |                                              |
| 148      |           | Henri Rouart              | Ferme bretonne | Gemälde     |                                              |
| 143      |           | Henri Rouart              | Levée d’étang | Gemälde     |                                              |
| 150      |           | Henri Rouart              | Vue de Melun | Gemälde     |                                              |
| 151      |           | Henri Rouart              | Village | Gemälde     |                                              |
| 152      |           | Henri Rouart              | Forêt | Gemälde     |                                              |
| 153      |           | Henri Rouart              | Route bretonne | Gemälde     |                                              |
| 154      |           | Henri Rouart              | Ferme bretonne | Aquarell    |                                              |
| 155      |           | Henri Rouart              | Maisons béarnaises | Aquarell    |                                              |
| 156      |           | Henri Rouart              | Maisons béarnaises | Aquarell    |                                              |
| 157      |           | Henri Rouart              | Eau-forte | Radierung   |                                              |
| 158      |           | Henri Rouart              | Eau-forte | Radierung   |                                              |
| 159      |           | Léon-Paul-Joseph Robert   | Jeunes filles dans les foins en fleurs | Gemälde     |                                              |
| 160      |           | Léon-Paul-Joseph Robert   | Cadres (Rahmen mit mehreren Arbeiten) | Aquarell    |                                              |
| 161      |           | Alfred Sisley             | Route de Saint-Germain | Gemälde     | McNay Art Museum, San Antonio, Texas         |
| 162      |           | Alfred Sisley             | Île de la Loge | Gemälde     | Ny Carlsberg Glyptotek, Kopenhagen           |
| 163      |           | Alfred Sisley             | La Seine à Port-Marly | Gemälde     | Ny Carlsberg Glyptotek, Kopenhagen           |
| 164      |           | Alfred Sisley             | Verger | Gemälde     |                                              |
| 165      |           | Alfred Sisley             | Port-Marly, soirée d’hiver | Gemälde     |                                              |